# Río Ponacillo
Der Río Ponacillo ist ein etwa 82 km langer rechter Nebenfluss des Río Biavo in der Provinz Bellavista in der Region San Martín im zentralen Norden Perus.

## Flusslauf
Der Río Ponacillo entspringt auf einer Höhe von etwa 1520 m im äußersten Südosten des Distrikts Bajo Biavo in einem Höhenkamm der Cordillera Azul. Der Río Ponacillo fließt anfangs etwa 30 km nach Norden. Anschließend wendet er sich allmählich in Richtung Westnordwest. Das Tal weitet sich etwas und der Fluss bildet zahlreiche Flussschlingen. Am Flusslauf liegen mehrere Orte und Siedlungen, darunter Pueblo Libre, Yanayacu, Nuevo Tarapoto und Nuevo Progreso. Auf den unteren 3 Kilometern wendet sich der Río Ponacillo nach Norden, passiert das Distriktverwaltungszentrum Nuevo Lima, und mündet schließlich auf einer Höhe von etwa 240 m in den Unterlauf des Río Biavo.

## Einzugsgebiet
Der Río Ponacillo entwässert ein Areal von 509 km². Das Einzugsgebiet liegt im Distrikt Bajo Biavo. Es grenzt im Westen und im Süden an das des oberstrom gelegenen Río Biavo, im Osten an das des Río Panya sowie im Norden an das des Río Bombonajillo. Entlang der östlichen Wasserscheide verläuft der Hauptkamm der Cordillera Azul. Entlang dem Mittel- und Unterlauf wird Landwirtschaft betrieben.